# Joey DeMaio
Joey DeMaio (Auburn, 6 marzo 1954) è un bassista statunitense, fondatore del gruppo heavy metal Manowar insieme a Ross the Boss.

## Biografia
DeMaio imparò a suonare il basso in molte scuole musicali e lavorò come tecnico durante alcuni concerti dei Black Sabbath durante il loro "Heaven and Hell tour". Nel 1980 decise di fondare i Manowar insieme a Ross the Boss. Joey è, insieme a Eric Adams, l'unico musicista della band ad essere presente nel gruppo dall'anno di fondazione. Nel 2003 ha fondato l'etichetta discografica Magic Circle Music, nel 2006 manager dei Rhapsody of Fire, da cui si è separato nel 2008 dopo dispute legali.

## Stile
Il suo basso Rickenbacker personalizzato è un elemento determinante per il suo stile. Le caratteristiche dello strumento sono il ponte modificato con una distanza tra le corde ridotta, di stampo chitarristico, corde di scalatura più piccola rispetto a quelle di un basso ordinario (piccolo strings), due humbucker attivi con un elevatissimo livello di segnale in uscita e l'accordatura ad un'ottava superiore, sconfinante nel registro chitarristico. Tutto ciò permette a Joey di adottare tecniche chitarristiche quali lo sweep-picking e gli armonici artificiali e di eseguire scale veloci.

## Discografia

### Con i Manowar
- 1982 - Battle Hymns
- 1983 - Into Glory Ride
- 1984 - Hail to England
- 1984 - Sign of the Hammer
- 1987 - Fighting the World
- 1988 - Kings of Metal
- 1992 - The Triumph of Steel
- 1996 - Louder Than Hell
- 2002 - Warriors of the World
- 2007 - Gods of War
- 2010 - Battle Hymns MMXI
- 2012 - The Lord of Steel